# John Henry Fisher
Pour les articles homonymes, voir John Fisher (homonymie) et Fisher.
John Henry Fisher (3 avril 1855-1er décembre 1933) est un homme politique canadien de l'Ontario. Il est député fédéral conservateur de la circonscription ontarienne de Brant de 1911 à 1917.
Il est également député provincial conservateur de la circonscription ontarienne Brant-Nord de 1905 à 1911.

## Biographie
Né à Paris en Ontario, Fisher entame une carrière publique en servant comme préfet et ensuite maire de Paris de 1888 à 1889.
Fisher est nommé au Sénat du Canada 1917 et y siège jusqu'à son décès en 1933.
Il est également colonel honoraire du régiment de cavalerie 10th Brant Dragoons (en) durant la Première Guerre mondiale.